# Pasta e fagioli

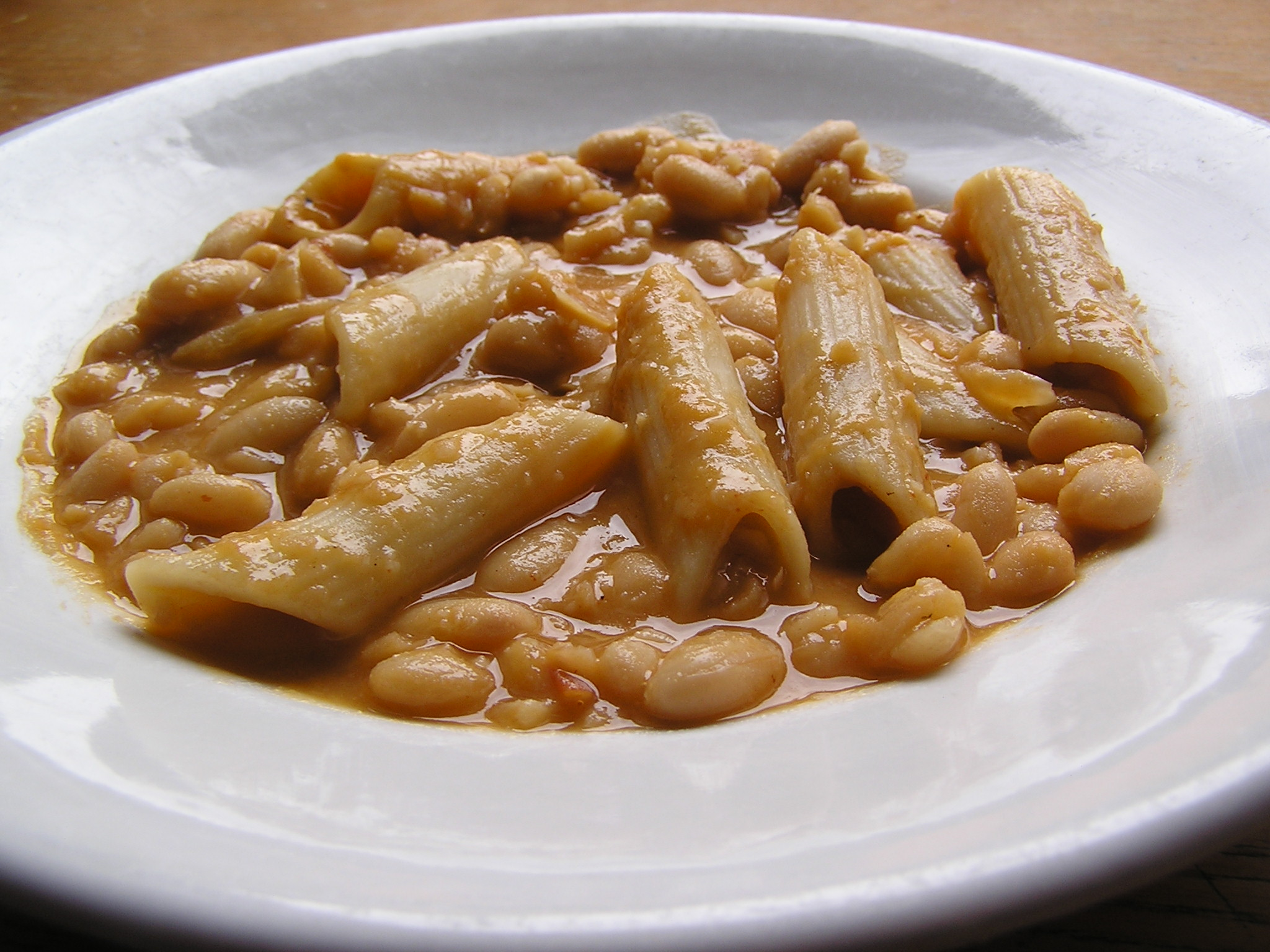
Pasta e fagioli.

Pasta e fagioli [ˈpasta e faˈdʒɔːli] é uma sopa de massa e feijão típica da Itália. É uma sopa de pobres, em que se usam os ingredientes mais baratos, por isso não tem uma receita específica. Pode usar-se qualquer tipo de feijão, que deve ser demolhado e cozido “al dente” e, em termos de massa, também serve qualquer tipo, de acordo com o gosto individual ou a possibilidade de a preparar em casa. O importante é acertar com a quantidade de caldo e com a cozedura desses ingredientes principais, para que a sopa fique líquida, “ma non troppo”.
O feijão deve ser cozido com um pedaço de carne que dê gosto, mas barata como courato ou ossos com alguma carne, que restaram dum pernil assado; por vezes, usa-se bacon ou pancetta, mas deve evitar-se carne fumada. Pode também cozer-se o feijão com cenoura, aipo, sálvia e alho; quando o feijão estiver cozido, retira-se do caldo e reserva-se, assim como todo o caldo com os vegetais, para preparar a sopa, assim como a pele ou os ossos; a pele e a carne que estava agarrada aos ossos deve ser cortada finamente para a sopa. Refoga-se cebola, alho, cenoura, aipo, junta-se a carne ou pele picada e tomate partido, sem pele nem sementes; quando este tempero estiver apurado, junta-se o puré duma parte do feijão e dos vegetais com que ele cozeu, que vai engrossar a sopa (a quantidade depende do gosto). Finalmente, junta-se o resto do feijão e sua água de cozedura, onde se cozeu a massa. Serve-se com um fio de azeite, pimenta preta acabada de moer e queijo ralado. A sopa pode também ser feita com caldo de carne ou de galinha.
Existem também receitas em que a “pasta e fagioli” é preparada como um guisado, em que o único líquido que se usa é o tomate; ou uma sopa que se faz sem carne, mas acrescentando no final mexilhões abertos; os condimentos, normalmente na forma de ervas aromáticas, também podem variar, de acordo com o gosto.